# Lynne Tillman
Lynne Tillman (* 1. ledna 1947 Brooklyn) je americká spisovatelka a kulturní kritička. Svůj první román nazvaný Haunted Houses publikovala v roce 1987 a do roku 2006 vydala další čtyři. Roku 1995 vydala knihu nazvanou The Velvet Years: Warhol's Factory 1965–1967, ve které vypráví příběhy osmnácti lidí z uměleckého ateliéru The Factory umělce Andyho Warhola. Dále se zde nachází kritická esej na téma Warholova umění. Autorem fotografií v knize je Stephen Shore. Rovněž se věnovala pedagogické činnosti na univerzitě ve městě Albany, vydala několik povídkových knih a esejových kolekcí.

## Dílo
Romány
- Haunted Houses (1987)
- Motion Sickness (1991)
- Cast in Doubt (1992)
- No Lease on Life (1998)
- American Genius: A Comedy (2006)[2]